# Jaskier halny
Jaskier halny, jaskier górski (Ranunculus pseudomontanus Schur) – gatunek rośliny należący do rodziny jaskrowatych. Obszar jego występowania na świecie jest nieduży – Karpaty i góry Półwyspu Bałkańskiego. W Polsce występuje wyłącznie w Tatrach i jest rośliną rzadką. Tego gatunku dotyczą zawarte w polskiej literaturze opisy jaskra górskiego Ranunculus montanus Willd., który w istocie jest gatunkiem alpejskim nie występującym w Polsce. 

## Morfologia
ŁodygaWzniesiona, naga, słabo rozgałęziająca się. Ma wysokość do 30 cm, zwykle jest dużo mniejsza. Pod ziemią krótkie kłącze.
LiścieLiście odziomkowe są długoogonkowe, dłoniasto klapowane, składające się zwykle z 5 wcinanych odcinków. Liście łodygowe są siedzące, dużo mniejsze i innego kształtu – palczasto podzielone na kilka wąskich łatek. Wszystkie liście są żywozielone, mięsiste, błyszczące i nagie.
KwiatyNa jednej łodydze wyrasta zwykle 1-2 duże kwiaty. Są one 5-płatkowe, żółtego koloru i typowej dla jaskrów budowy – z licznymi pręcikami i słupkami.
OwocLiczne niełupki zakończone smukłymi i zagiętymi dzióbkami.

## Biologia i ekologia
Bylina. Kwitnie od czerwca do sierpnia. Siedlisko: wyleżyska, piargi, naskalne murawy, szczeliny skalne. Roślina kwasolubna, rośnie głównie na granitowym podłożu, unika wapiennego podłoża. Typowy oreofit, w Tatrach występuje od regla dolnego aż po piętro turniowe, ale główny obszar jego występowania to piętro kosówki i piętro alpejskie. Gatunek charakterystyczny dla Ass. Luzuletum alpino-pilosae (opt.). Roślina trująca. 